# (8785) Boltwood
(8785) Boltwood (1978 RR1) – planetoida z grupy pasa głównego asteroid okrążająca Słońce w ciągu 3,43 lat w średniej odległości 2,27 au. Odkryta 5 września 1978 roku.